# Kozea Reka, Veliko Tărnovo
Kozea Reka (în bulgară Козя Река) este un sat în comuna Elena, regiunea Veliko Tărnovo,  Bulgaria. 

## Demografie
Componența etnică a satului Kozea Reka
     Turci (85%)
     Nicio identificare (15%)
     Altele (0%)
La recensământul din 2011, populația satului Kozea Reka era de 20 locuitori. Din punct de vedere etnic, majoritatea locuitorilor (85%) erau turci. Pentru 15% din locuitori nu este cunoscută apartenența etnică.